# Craig Chester
Craig Chester (né le 8 novembre 1965 à West Covina) est un acteur, un écrivain et un scénariste américain.

## Filmographie partielle

### Comme acteur
- 1992 : Swoon de Tom Kalin : Nathan Leopold
- 1998 : Les Folies de Margaret de Brian Skeet

### Comme scénariste
- 2007 : Save Me de Robert Cary